# Autoklav

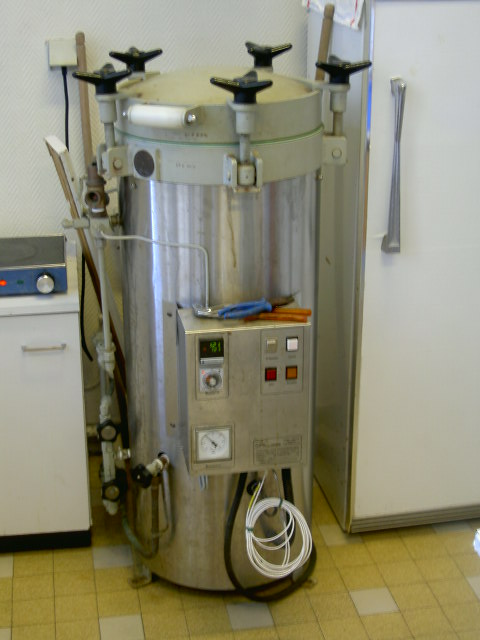
Autoklav

Autoklav är en form av tryckkokare där kemikalier, plast, textilier, glas och metallvaror kan steriliseras. Autoklaver används bland annat i biologiska laboratorier, inom sjukvård och tandvård samt för sterilisering av livsmedel. Autoklaven uppfanns 1879 av den franske mikrobiologen Charles Chamberland.

## Typer
När det gäller små autoklaver, så kallade bordsautoklaver (finns främst hos tandläkare, men även hos läkare, veterinärer, ögonläkare och tatuerare) skall de uppfylla kraven enligt Europastandard EN13060 (SS-EN 13060) och delas enligt denna standard in i tre huvudgrupper:
- B-cykel (big): Skall klara av att sterilisera alla typer av last som en stor autoklav (enligt SS-EN 285) kan.
- S-cykel (specific): En autoklav, eller program/cykel, speciellt utvecklad och testad för en specifik produkt eller last.
- N-cykel (naked): En autoklav som endast kan sterilisera solid oförpackad last (ej poröst, ej ihåligt)

## Funktion
Lasten kan delas upp i tre huvudgrupper:
- Solida: Kräver inte mycket av autoklaven, utom just bara "tryckkokning" det vill säga ett par ångpulser för att få ut luften och mätta kammaren med ånga och sedan sterilisera med 2,16 bar och 134 °C i minst 3 minuter, eller 15 minuter i 121 grader.
- Ihåliga: För att kunna sterilisera en ihålig last krävs ett så kallat fraktionerat förvakuum, det vill säga flera djupa vakuumpulser varvat med övertryckspulser som drar ur all luft ur alla ihåligheter i till exempel ett instrument eller en tandläkarturbin. Annars ligger luften kvar i ihåligheterna och "isolerar" så att ångan inte kommer åt överallt för en lyckad sterilisering. Här finns två olika klasser, A och B, beroende på hur "svår" lasten är (beräknat på lumets längd och dimension). Efter förvakuumet gäller samma regel som för solida laster - 2,16 bar och 134 °C i minst 3 minuter, eller 15 minuter i 121 grader.
- Porösa: Främst textilier; lasten kräver förvakuum för att nå full ångpenetration.

En förutsättning för att godset skall förbli sterilt även efter autoklavprocessen är att det förpackat på ett lämpligt sätt. Till detta används speciella påsar (enligt SS-EN 868) som består av en pappersida och en plastsida och som svetsas igen innan man lägger in godset i autoklaven. Lagringstiden för svetsade påsar är 6 månader. Påsarna kan även tejpas men då är lagringstiden betydligt kortare. Påsen är i normalfallet helt tät men när den blir fuktig släpper pappret in ånga som därmed kan sterilisera godset. Efter förvakuum och sterilfas behöver man därför torka godset så att pappret åter blir tätt och håller det sterila sterilt.
Detta görs åter genom skapandet av ett vakuum (så kallat eftervakuum eller torkprocess). Om trycket sänks kokar vattnet bort vid en lägre temperatur och påsen och godset inuti blir torrt och kan lagras.